# Mulheres na Coreia do Norte

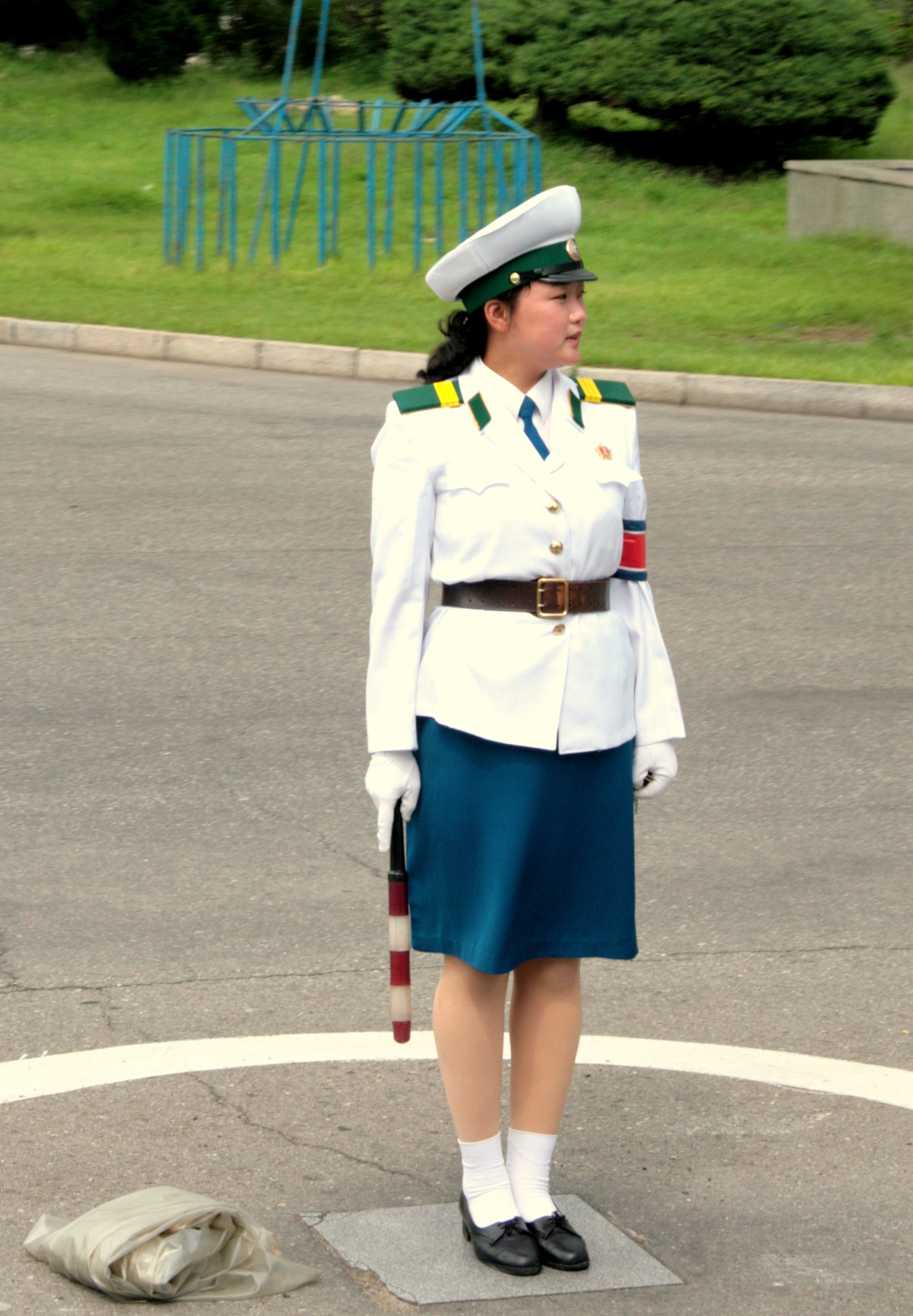
Mulher norte-coreana.

O estatuto de mulheres na Coreia do Norte não é totalmente conhecido fora do país, devido à política de isolamento da Coreia do Norte e o desinteresse das autoridades norte-coreanas em permitir que as organizações estrangeiras acessem o país, além da existência de relatos conflitantes. A posição oficial do governo norte-coreano é de que as mulheres têm direitos iguais aos dos homens.
A Coreia do Norte aprovou leis, como a Lei de Igualdade de Gênero, a Lei do Trabalho e a Lei sobre a nacionalização das indústrias essenciais. Embora estes sistemas sociais não inteiramente tem sido bem sucedidos, eles foram integrados na vida diária para ajudar as mulheres. As reformas implementadas desde os direitos das mulheres no trabalho, direitos de herança e partilha de bens e direitos do casamento livre e divórcio são alguns dos avanços permitidos às mulheres de que se tem notícia fora do país. A Coreia do Norte também proibiu a poligamia. O Estado confiscou todas as terras de propriedade privada e eliminou a discriminação propriedade. Hoje, as mulheres na Coreia do Norte participam de uma variedade de forças de trabalho, e não há um número considerável de mulheres que estão em posições elevadas. Além disso, há muitas instalações para as mulheres, incluindo sanatórios femininos, casas de repouso e hospitais de maternidade, embora estes estejam disponíveis apenas para a elite. A proporção de mulheres para homens em empregos com altos salários ainda é consideravelmente menor do que o de empregos de baixo salário. Além disso, a maioria das mulheres nas altas posições na sociedade ou são parentes ou esposas dos principais líderes. Independentemente das reformas que tentam enfraquecer as estruturas sociais patriarcais, a atmosfera política é um exemplo da mesma estrutura patriarcal que as reformas destinam-se a dissolver. Isso demonstra o grau em que os ideais neo-confucionistas ainda permeiam e afetam as políticas sociais. Enquanto a maioria dos outros países da Ásia têm tentado distanciar sua sociedade contemporânea a partir de ideais neo-confucionistas, a Coreia do Norte, em grande medida, abrigou-os. De acordo com essas normas, o sistema norte-coreano se manteve praticamente dividido e desigual.

## Legislação atual
O Comitê Popular promulgou diversas leis que promovem a mudança social, tais como a Lei de Reformas da terra, a Lei de Igualdade de Gênero, o Direito do Trabalho e da Lei sobre a nacionalização das indústrias essenciais.
A mudança mais progressiva na posição tradicional das mulheres foi a Lei de Igualdade de Gênero, anunciada em 30 de julho de 1946. Esta lei enfatizou a igualdade de direitos em todas as esferas, o casamento livre e o divórcio, e direitos iguais de herdar propriedade e partilhar propriedades em caso de divórcio. Ele terminou com casamentos arranjados, a poligamia, o concubinato, a compra e venda de mulheres e a prostituição.
A Lei do Trabalho norte-coreano definiu os direitos das mulheres no trabalho. Os artigos 14 a 17 estipulou os direitos das mães e mulheres grávidas, incluindo setenta e sete dias de licença de maternidade com remuneração integral, despesas de alimentação pagas pelo empregador durante o período de licença maternidade e uma proibição contra horas extras ou trabalho noturno para as mulheres grávidas ou em período de amamentação, além da transferência de mulheres grávidas para um trabalho mais facilitado com a igualdade de remuneração.
Ao contrário da Coreia do Sul, onde as mulheres lutaram para abolir o sistema feudal familiar, a União das Mulheres Democráticas da Coreia do Norte substituiu o sistema de registro de família com base em linhagem masculina (família feudal do sistema) com um novo sistema de registro do cidadão. Portanto, deu mais poder às mulheres na compra e na posse de terras. Devido a essas mudanças na sociedade, a estrutura familiar drasticamente se alterou a partir dos sistemas tradicionais. Clãs acabaram por desaparecer, o sistema de linhagem das família foi completamente destruído e um sistema de família nuclear começou a surgir. Assim, tornando as mulheres na sociedade mais igual aos homens.
Embora existam novas leis criadas para tornar as mulheres mais iguais aos homens, é altamente discutível se as mulheres na Coreia do Norte são completamente iguais aos homens na sociedade. Oportunidades para as mulheres foram muito expandidas, porém com certos aspectos que ainda não são iguais aos dos homens na sociedade. Há evidências de que o homem recebe remuneração mais elevada do que as mulheres, com a diferença salarial refletindo a representação desigual das mulheres em várias estruturas ocupacionais, o que indica uma divisão sexual do trabalho.

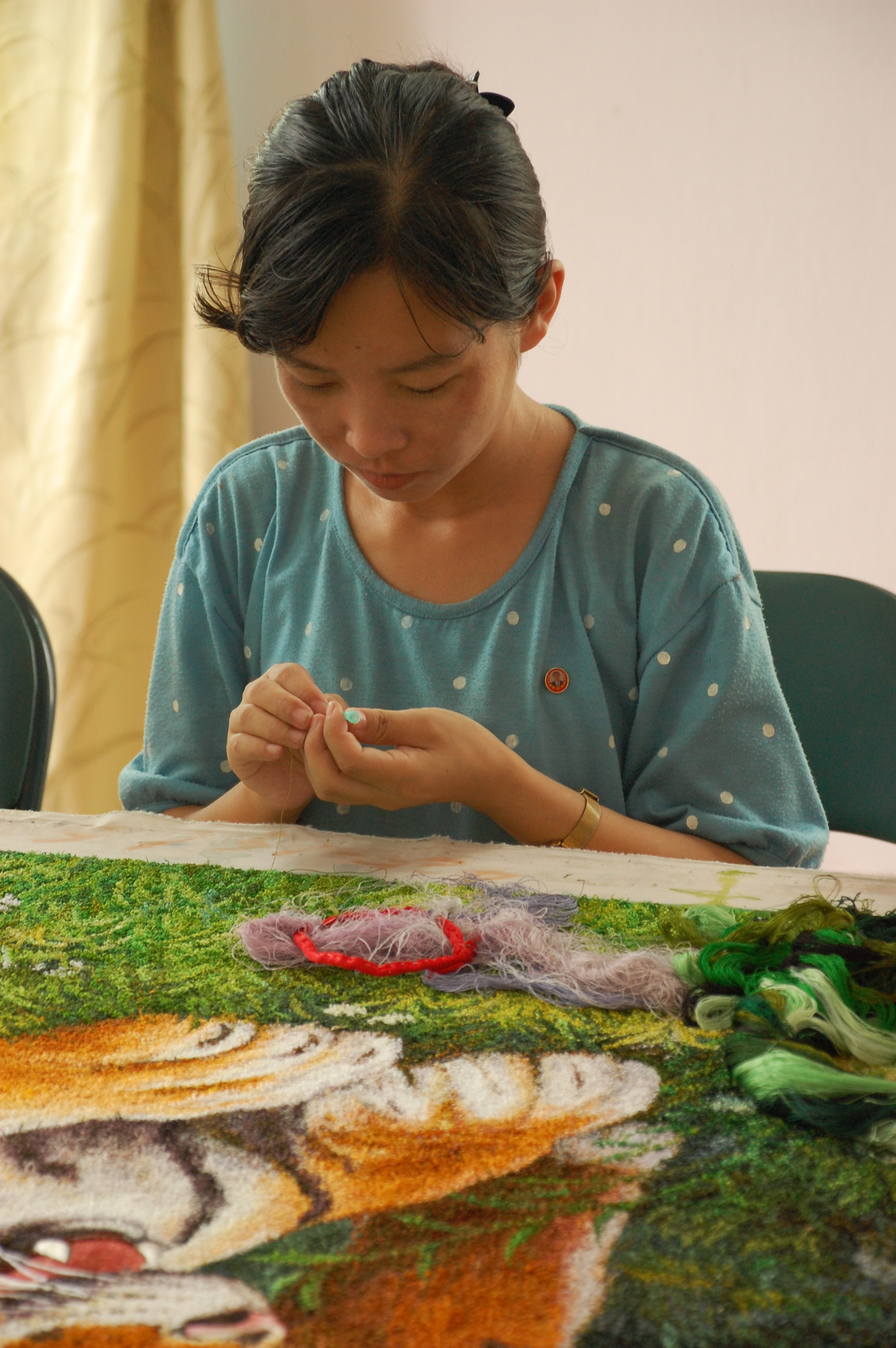
Mulher norte-coreana fazendo um bordado
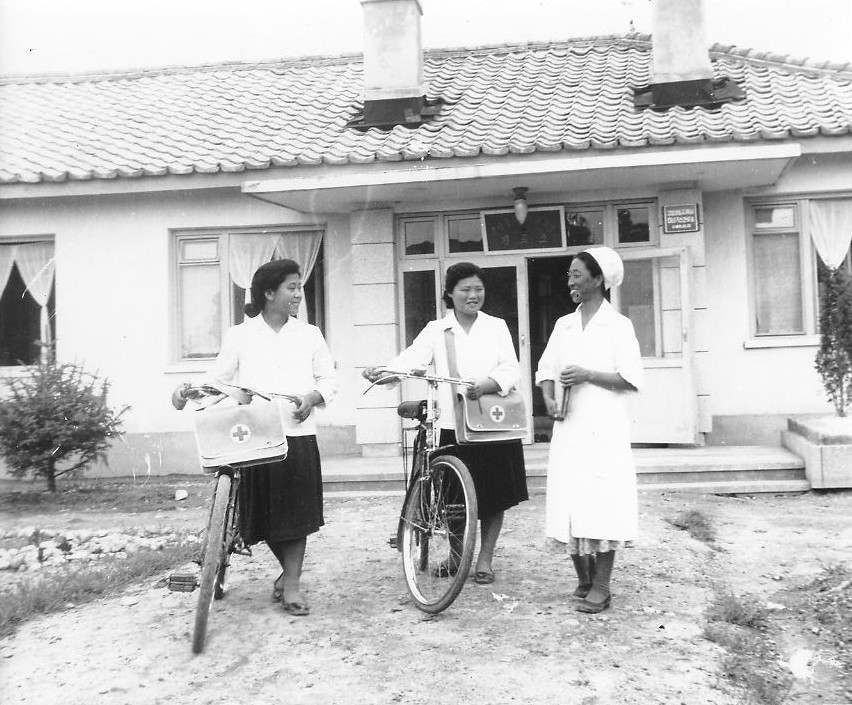
Mulheres fornecendo suprimentos para os militares, junho de 1972, Hamhung
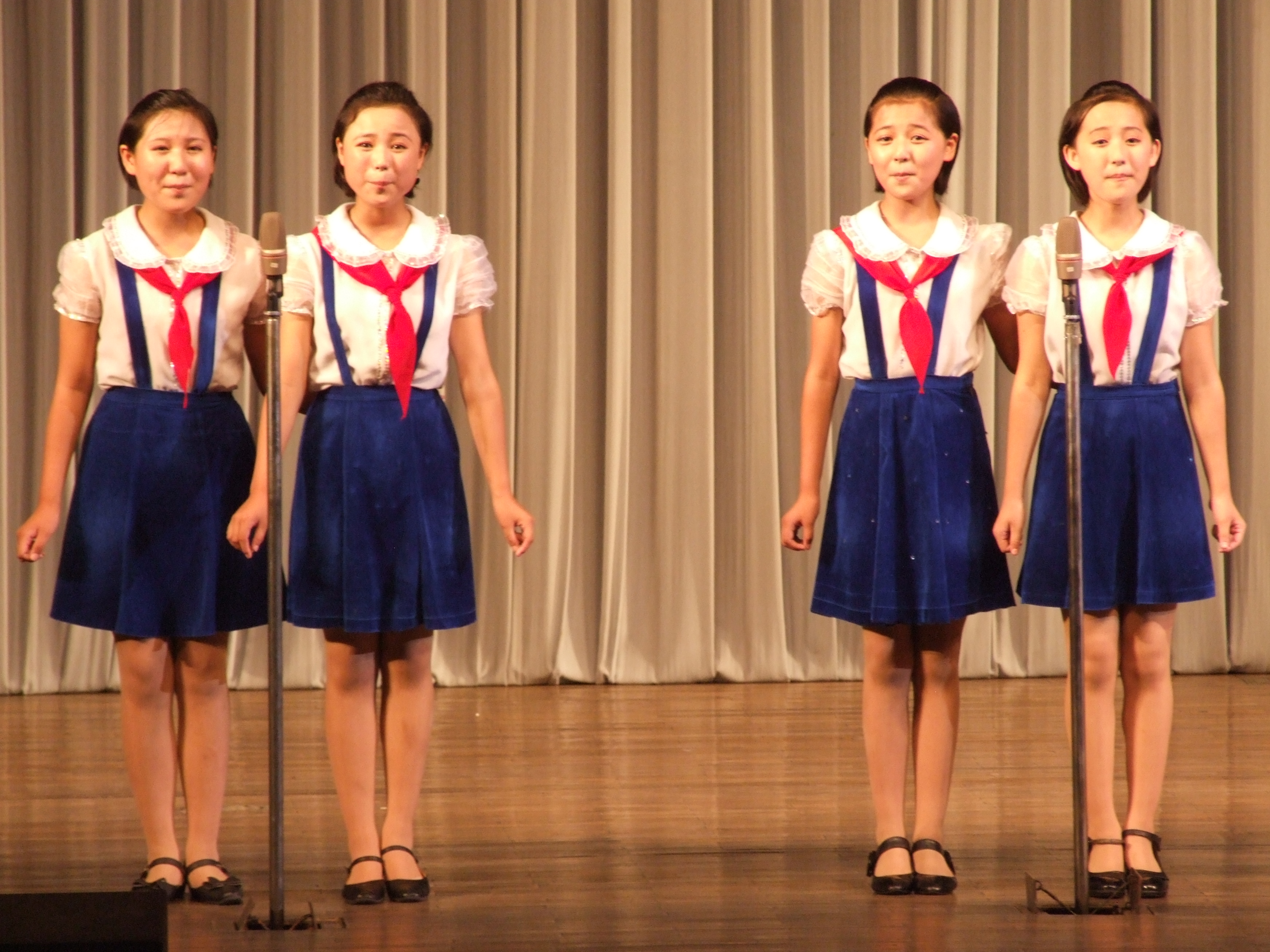
Meninas em uma escola